# Président du Reich
Le président du Reich (en allemand : Reichspräsident) est le chef de l'État fédéral du Reich allemand entre 1919 et 1945, sous le régime de la Constitution de Weimar.
Élu pour sept ans au suffrage universel direct, le président du Reich remplace l'empereur en qualité de chef de l'État allemand à la suite de la proclamation de la République. Il dispose de pouvoirs étendus, notamment la nomination du chancelier et la dissolution du Reichstag.
Après la mort de Paul von Hindenburg en 1934, la fonction est fusionnée à celle du chancelier, Adolf Hitler, sous le titre de Führer. Le suicide d'Hitler le 30 avril 1945 entraîne la restauration de la présidence du Reich, conformément à son testament. Il y désigne  Karl Dönitz, qui occupera cette fonction pendant seulement 23 jours avant son arrestation et l'abolition du poste par les Alliés.

## Élection
Selon la Constitution du Reich allemand de 1919, « Le président du Reich est élu par tout le peuple allemand. Tout Allemand ayant atteint l'âge de 35 ans est éligible ».
L'élection se fait au suffrage universel direct, tout Allemand âgé de 20 ans citoyen du Reich étant électeur, sauf s'il est sous tutelle, curatelle ou a été déchu de ses droits civiques.
Est élu président du Reich le candidat qui recueille la majorité absolue des suffrages exprimés. Si nul n'y parvient, un second tour est organisé quatre semaines plus tard. La victoire revient à celui qui reçoit le plus grand nombre de suffrages. Entre les deux tours, de nouveaux candidats peuvent postuler.

## Compétences
La Constitution confie au président des pouvoirs importants pour équilibrer ceux du Reichstag, à tel point que le chef de l'État a été qualifié d'« Empereur de substitution » (en allemand : Kaiserersatz).
Le président du Reich nomme et révoque le chancelier du Reich (Reichskanzler) et ses ministres. Il désigne les juges, les diplomates et exerce le commandement suprême de l'armée (Reichswehr).
Il peut « dissoudre le Reichstag, mais une fois seulement pour le même motif ».
En vertu de l'article 48, il a faculté « lorsque la sûreté et l'ordre public sont gravement troublés ou compromis au sein du Reich, [de] prendre les mesures nécessaires à leur rétablissement ; en cas de besoin, il peut recourir à la force. A cette fin, il peut suspendre totalement ou partiellement l'exercice [de certains] droits fondamentaux » énumérés par la Constitution.

## Pratique
Le pouvoir de dissolution du Reichstag et les possibilités offertes par l'article 48 font du président du Reich l'homme fort du régime, puisqu'il n'est pas dépendant du soutien du Reichstag à l'inverse du chancelier. 
Bien que le chancelier et le gouvernement soient responsables politiquement devant le Reichstag, le président n'était pas obligé par le texte constitutionnel de tenir compte des rapports de force parlementaires. Ainsi à partir de 1930, Paul von Hindenburg prend l'habitude de nommer des « gouvernements présidentiels » (Präsidialkabinette), une pratique renforcée après les élections de juillet 1932 qui voient deux partis opposés à la république, le Parti communiste et le Parti nazi, remporter la majorité absolue des sièges.
Si le chef de l'État prononce en tout cinq dissolutions du Reichstag, quatre sont le fait d'Hindenburg entre 1928 et 1933, notamment pour permettre aux gouvernements présidentiels de se maintenir au pouvoir en profitant de la vacance de l'assemblée législative.

## Résidence officielle

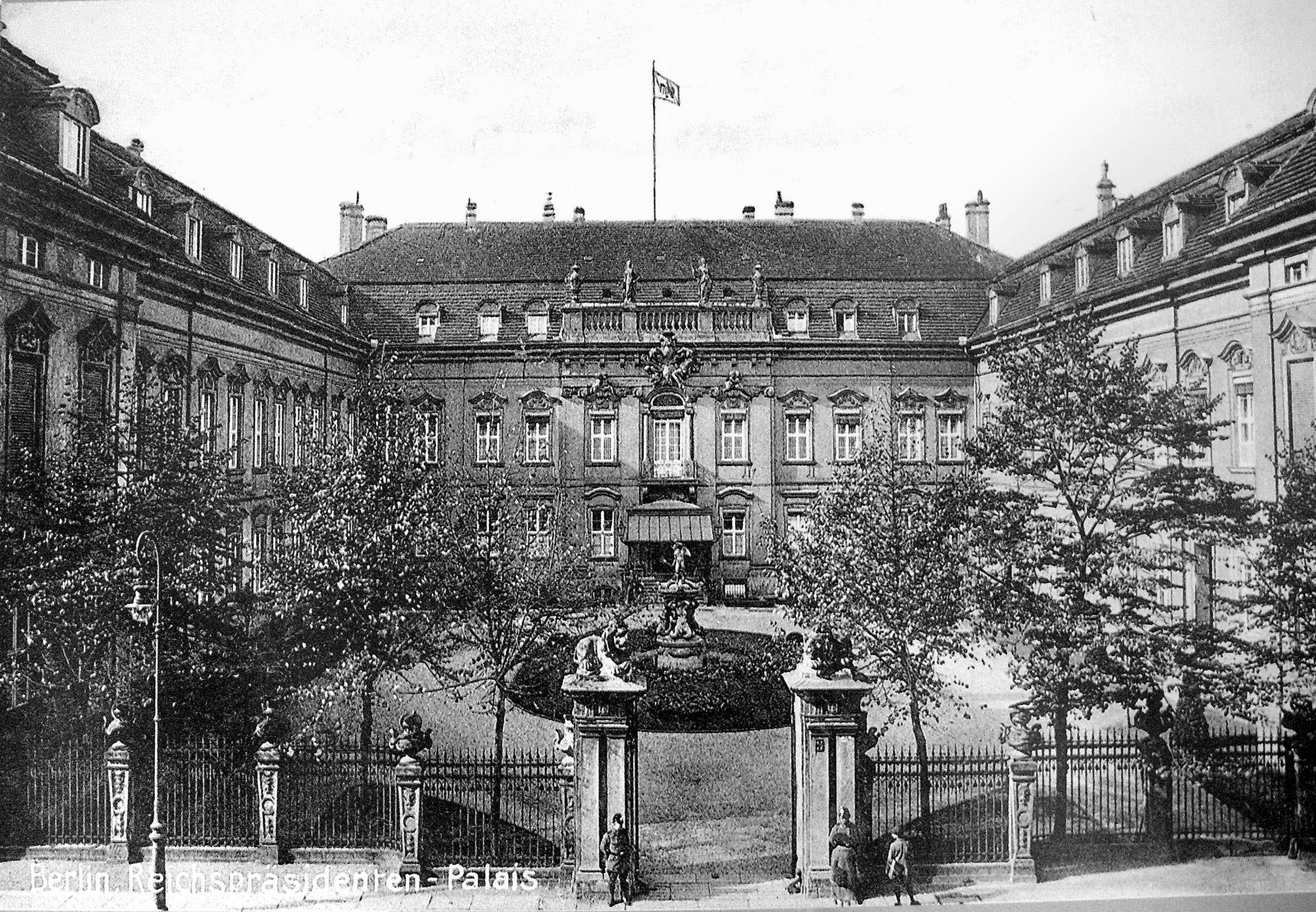
Le palais présidentiel, sur la Wilhelmstraße.

Le président du Reich bénéficie d'une résidence d'État où se situent également ses bureaux, le « palais présidentiel » ou « palais du président » (Reichspräsidentenpalais). 
Installé n°73 de la Wilhelmstraße, il abrite d'une part le cabinet du président (Büro des Reichspräsidenten), qui régit tous les aspects liés aux fonctions présidentielles en tant qu'institution de l'État ; d'autre part les appartements privés du chef de l'État, une partie de son personnel ainsi que des salles de représentation et de réception.
Lors de la rénovation entreprise entre 1932 et 1933, le président Hindenburg était logé à la chancellerie du Reich (Reichskanzlei) et le chancelier était installé dans l'appartement du secrétaire d'État de la chancellerie.
À la suite de la mort d'Hindenburg, Hitler y installe la « chancellerie présidentielle du Führer » (Präsidialkanzlei des Führers) mais n'y loge pas. À partir de 1939, le ministre des Affaires étrangères Joachim von Ribbentrop prend ses quartiers dans les anciens appartements présidentiels.
Partiellement détruit au cours de la bataille de Berlin, le palais est démoli en 1960 par les autorités de Berlin-Est.

## Liste
| Titulaire | Titulaire | Titulaire                                  | Dates                                                  | Parti | Remarques |
| --------- | --------- | ------------------------------------------ | ------------------------------------------------------ | ----- | --- |
|           |           | Friedrich Ebert                            | 11 février 1919-28 février 1925 (6 ans et 17 jours)    | SPD   | - Élu par l'Assemblée nationale - Promulgue la Constitution le 14 août 1919 - Meurt en cours de mandat |
|           |           | Hans Luther                                | 28 février-12 mars 1925 (12 jours)                     | Sans  | - Chancelier du Reich - Président par intérim |
|           |           | Walter Simons                              | 12 mars-12 mai 1925 (2 mois)                           | Sans  | - Président du Tribunal du Reich - Président par intérim |
|           |           | Paul von Hindenburg (Generalfeldmarschall) | 12 mai 1925-2 août 1934 (9 ans, 2 mois et 21 jours)    | Sans  | - Élu le 26 avril 1925 et le 10 avril 1932 - Prononce quatre fois la dissolution du Reichstag - Nomme Adolf Hitler chancelier en janvier 1933 - Meurt en cours de mandat                                                                      |
|           |           | Adolf Hitler (Führer et chancelier)        | 2 août 1934-30 avril 1945 (10 ans, 8 mois et 28 jours) | NSDAP | - Exerce la chancellerie et la présidence - Fusion des fonctions confirmée par le plébiscite du 19 août 1934 - Déclenche la Seconde Guerre mondiale et la Shoah - Se suicide                                                                  |
|           |           | Karl Dönitz (Großadmiral)                  | 30 avril-23 mai 1945 (23 jours)                        | NSDAP | - Commandant en chef de la Kriegsmarine - Désigné par le testament politique d'Hitler - Ministre de la Guerre du gouvernement de Flensbourg - Arrestation par les troupes britanniques le 23 mai 1945 - Suppression de la présidence du Reich |

### Étendard

1919-1921
1921-1926
1926-1933
1933-1934
1934-1945
30 avril - 23 mai 1945